# Городомља
Городомља (рус. Городомля) друго је по величини острво на језеру Селигер, на северозападу европског дела Руске Федерације. Административно припада затвореном граду Солњечни на северозападу Тверске области. Острво се налази на око 6 km северно од града Осташкова.
Површина острва је око 3,14 km², и на њему је 2014. живело око 2.205 становника.

## Историја
Острво је 1629. постало власништво мушког манастира Нилова испосница, а тек крајем XIX века на истоку острва је подигнута Гетсиманска испосница у којој су боравили старији монаси из манастира.
У периоду 1890/91. на острву је боравио чувени руски сликар Иван Шишкин.
Године 1936, на острво је из Суздаља премештена лабораторија чији циљ је био рад на испитивању и развоју биолошког оружја. Од тада приступ на острво је строго ограничен.